# Seis Naciones Femenino 2024
El Seis Naciones Femenino 2024, también conocido como 2024 Guinness Women's Six Nations, fue la 29.ª edición del Campeonato Femenino de las Seis Naciones. 
Se disputó entre el 23 de marzo y el 27 de abril de 2024.

## Participantes
- Escocia
- Francia
- Gales
- Inglaterra
- Irlanda
- Italia

## Clasificación
| Pos. | País       | Partidos | Partidos | Partidos  | Partidos | Anotación | Anotación | Anotación  | Puntos Bonus | Puntos |
| Pos. | País       | Jugados  | Ganados  | Empatados | Perdidos | A favor   | En contra | Diferencia | Puntos Bonus | Puntos |
| ---- | ---------- | -------- | -------- | --------- | -------- | --------- | --------- | ---------- | ------------ | ------ |
| 1    | Inglaterra | 5        | 5        | 0         | 0        | 270       | 41        | +229       | 8            | 28     |
| 2    | Francia    | 5        | 4        | 0         | 1        | 152       | 79        | +73        | 3            | 19     |
| 3    | Irlanda    | 5        | 2        | 0         | 3        | 99        | 170       | –71        | 2            | 10     |
| 4    | Escocia    | 5        | 2        | 0         | 3        | 54        | 104       | –50        | 1            | 9      |
| 5    | Italia     | 5        | 1        | 0         | 4        | 72        | 146       | –74        | 3            | 7      |
| 6    | Gales      | 5        | 1        | 0         | 4        | 55        | 162       | –107       | 1            | 5      |

Nota: Se otorgan 4 puntos al equipo que gane un partido, 2 al que empate y 0 al que pierda
Puntos Bonus: 1 punto por convertir 4 tries o más en un partido y 1 al equipo que pierda por no más de 7 tantos de diferencia
3 puntos extras si un equipo logra el Gran Slam

## Desarrollo

### Primera fecha
| 23 de marzo | Francia | 38 - 17 | Irlanda |  |  |

| 23 de marzo | Gales | 18 - 20 | Escocia |  |  |

| 24 de marzo | Italia | 0 - 48 | Inglaterra |  |  |

### Segunda fecha
| 30 de marzo | Escocia | 5 - 15 | Francia |  |  |

| 30 de marzo | Inglaterra | 46 - 10 | Gales |  |  |

| 31 de marzo | Irlanda | 21 - 27 | Italia |  |  |

### Tercera fecha
| 13 de abril | Escocia | 0 - 46 | Inglaterra |  |  |

| 13 de abril | Irlanda | 36 - 5 | Gales |  |  |

| 14 de abril | Francia | 38 - 15 | Italia |  |  |

### Cuarta fecha
| 20 de abril | Inglaterra | 88 - 10 | Irlanda |  |  |

| 20 de abril | Italia | 10 - 17 | Escocia |  |  |

| 21 de abril | Gales | 0 - 40 | Francia |  |  |

### Quinta fecha
| 27 de abril | Gales | 22 - 20 | Italia |  |  |

| 27 de abril | Irlanda | 15 - 12 | Escocia |  |  |

| 27 de abril | Francia | 21 - 42 | Inglaterra |  |  |

| Bandera de Inglaterra |
| Campeón Inglaterra    |
| Vigésimo título       |